# Zbigniew Błaszczak
Zbigniew Wiktor Błaszczak (ur. 10 marca 1926 w Radzyniu Podlaskim, zm. 5 lutego 2019 w Pasłęku) – polski lekarz weterynarii, urzędnik państwowy i polityk, senator II kadencji (1991–1993).

## Życiorys
Syn Jana i Marii. W czasie II wojny światowej brał udział w organizacji tajnych kompletów na terenie Chełmszczyzny. W 1952 ukończył studia na Wydziale Weterynaryjnym Uniwersytetu Marii Curie-Skłodowskiej, następnie zaś pracował w służbach weterynaryjnych państwowych gospodarstw rolnych na Warmii i Mazurach (1952–1958). Od 1958 do 1975 sprawował funkcję powiatowego lekarza weterynarii w Pasłęku, a od 1975 do 1989 był pracownikiem weterynaryjnej inspekcji sanitarnej w województwie elbląskim.
W latach 1975–1989 należał do Zjednoczonego Stronnictwa Ludowego, sprawował m.in. funkcję prezesa Miejsko-Gminnego Komitetu ZSL w Pasłęku (1978–1982). W 1990 przystąpił do Unii Demokratycznej, z ramienia której uzyskał mandat senatora II kadencji wybranego w województwie elbląskim. Zasiadał w Komisjach Rolnictwa i Spraw Zagranicznych. W wyborach w 1993 bez powodzenia ubiegał się o reelekcję jako kandydat UD, zajmując 6. miejsce z wynikiem 22 605 głosów oddanych w swoim okręgu. W 1997 ubiegał się z listy Unii Wolności o mandat poselski.
W latach 1991–1993 był prezesem oddziału pasłęckiego Polskiego Towarzystwa Nauk Weterynaryjnych. Publikował m.in. w miesięczniku „Głos Pasłęka”.
Pochowany na cmentarzu komunalnym w Pasłęku.